# Emmanuel Ruiz
Pour les articles homonymes, voir Ruiz.
Emmanuel Ruiz, né à San Martín de las Ollas en Espagne le 5 mai 1804 et mort à Damas 9 juillet 1860, est un missionnaire franciscain espagnol qui mourut pour sa foi à Damas. Il est fêté le 10 juillet.

## Biographie
Il est supérieur (gardien) du couvent franciscain de Damas lorsque éclate l'insurrection des Druzes contre les chrétiens syriens et libanais. Refusant de renier sa foi et de se convertir à l'islam, il meurt en martyr avec ses onze compagnons (sept franciscains et trois jeunes maronites) en 1860.
Il a été béatifié par Pie XI en 1926 et canonisé par François en 2024.